# アルテミスの翼
アルテミスの翼（アルテミスのつばさ）はレコード会社rock fieldがプロデュースする日本のアイドルグループ。　　　　　　　　　　
2020年11月6日デビュー。通称は「アルツバ」。

## 概要
- 「100年に一度の混沌とした世界に“愛と勇気と友達”を与えるためにギリシャ神話の世界から人間界に降り立った7柱」というコンセプトで活動。その為、メンバーの名前にもアテナ・ヘルメス等ギリシャ神話の神が存在している。
- 通称「アルツバ」の由来は国民的人気サッカーアニメ「キャプテン翼」の通称「キャプツバ」にちなんだものである。
- ライブ活動を中心にリリイベ、テレビやラジオ、雑誌など活動は多岐にわたる。
- ラジオ番組に関してはInterFM897で冠番組も持ち、メンバーが週替わりで担当している。
- 活動は主に都内だが、名古屋・大阪に遠征することもある。
- 日本以外での活動はまだ無いが、1stシングル「最終ゼンヤ/MONSTERビーツ」が2020年12月16日付のiTunes Store & Apple Musicチャートにおいて4か国でトップ5入り、そのうち2か国で初登場第1位という快挙を成し遂げた[1]（詳細国や順位は略歴に記載）。
- 2023年3月に姉妹グループ「アポロンの翼」が結成され、2024年9月まで活動した[2]。

## 略歴

### 2020年
- 10月1日 アテナ・シオリ、ヘルメス・ミズキ、メドゥーサ・カコ、セイレーン・コトリ、カナコ・ケンタウロス、ナナミ・キューピッド、アヤカ・ケルベロスの7人で活動が発表[3]
- 10月10日 タワーレコード渋谷店において1stシングル「最終ゼンヤ/MONSTERビーツ」 無観客配信ライブ&インターネットサイン会にてプレデビュー[4]
- 11月6日　Shibuya O-WESTにてデビューライブ「ともだちいっぱい」開催、そのライブ内で新曲「七天使(後に天使爛漫に改名)」「Lock On!!!」2曲を披露[5]
- 11月24日 「最終ゼンヤ」のMV、「ジャンヌダルク」のLylic VideoがYoutubeで公開[6]
- 12月16日 iTunes Store & Apple Musicチャートでにおいて4か国でトップ5入りを果たす[1]（ドイツ5位、アメリカ3位、ポーランド1位、フィンランド1位）

### 2021年
- 1月4日 渋谷duo MUSIC EXCHANGEでグループ初のワンマンライブ「最終ゼンヤCD発売最終前夜」開催。このライブ内で新曲「change the world」が発表、またこのライブをもってナナミ・キューピッド、アヤカ・ケルベロスの2名が卒業[7][8]。同日、初のラジオ番組「アルテミスの翼のアイドル１年生」がInterFM897で第1回の放送(この日は初回1時間放送）[9]。
- 1月7日 「天使爛漫、MONSTERビーツ」のLylic VideoがYoutubeで公開[10]
- 2月20日 綺星★フィオレナードの小泉花恋とメドゥーサ・カコの期間限定トレードが発表。3月1日をもってメドゥーサ・カコの活動終了を発表、小泉はプレイングプロデューサーと兼任で加入[11]
- 2月27日 神田明神ホールで行われたYUMEADO EUROPEお披露目ライブにてアテナ・シオリ、ヘルメス・ミズキ、カナコ・ケンタウロスの3名が4月10日までの期間限定でYUMEADO EUROPEと兼任を発表[12]
- 3月3日 エンタバアキバで開催された「アキバデチェキ-ヒナ祭りSP-」にてアンドロメダ・ヒナが加入[13]
- 3月20日 セイレーン・コトリ生誕祭にて、2月に加入を発表した小泉花恋がスーパーゼウス・カレンとしてプレデビュー。
- 4月5日 KRD8を卒業した桃華りさがフェニックス・リサとして加入、アイドル未経験のイーグル・カホ加入、アンドロメダ・ヒナの卒業を発表[14]。同日、新ラジオ番組「アルテミスの翼のアルツバ放送局」がInterFM897で放送開始[15]
- 4月10日 渋谷duo MUSIC EXCHANGEでメドゥーサ・カコ生誕&卒業ライブ&アルツバ新メンバーデビューライブ開催。このライブでスーパーゼウス・カレンが正式加入、フェニックス・リサとイーグル・カホ初お披露目。新曲「サイノーカイカー」を初披露。
- 4月13日 KRD8渡辺葉月とイーグル・カホのトレードを発表[16]。
- 4月24日 神田明神ホールにてアンドロメダ・ヒナの卒業ライブと元KRD8渡辺葉月がオリオン・ハヅキとして初お披露目ライブ開催。セイレーン・コトリの卒業、#ペンタプリズムへの移籍が発表[17]。
- 5月6日 元BenjaminJasmineの高松愛莉が期間限定メンバーで加入（期限は未定）[18]。ヴィーナス・アイリとして5月8日タワーレコード横浜ビブレ店で2ndシングル「Lock On!!!」リリースイベントでプレデビュー。
- 5月15日 神田明神ホールでセイレーン・コトリが卒業、＃ペンタプリズムへの正式移籍となった。またヴィーナス・アイリもこの日正式デビューとなった
- 6月18日 「Lock On!!!」のMVが公開された[19]
- 7月13日 「Lock On !!!/サイノーカイカー!」をリリース。
- 8月4日　ヘルメス・ミズキとヴィーナス・アイリが、新グループ「アフィシャナドゥ」のメンバーを兼任することを発表[20]。
- 9月30日 クロノス・ユーホとオーバーレオ・ルリの加入を発表[21]。10月10日のライブでデビュー。
- 10月2日 TOKYO IDOL FESTIVAL（TIF）に初出場。
- 10月9日 ヘルメス・ミズキとヴィーナス・アイリがアルテミスの翼としての活動を終了し、アフィシャナドゥ専任に。[22][23]
- 10月13日 「Bring it on!」をリリース[24]
- 11月21日 スーパーゼウス・カレンの離脱を発表[25]

### 2022年
- 3月1日 新メンバー4人（アクエリアス・イオリ、ペルセウス・ツカサ、カシオペア・キアラ、ヘルメス・ミズキ）の加入を発表[26][27]。ヘルメス・ミズキはアフィシャナドゥからの復帰[28]。
- 3月26日 白金高輪SELENE b2で開催されたminiTIFで10人体制お披露目。最多動員を記録し、この年のTIF出場を決定的なものにする。
- 7月26日「週刊SPA!×TIF2022水着でアイドル頂上決戦」においてオーバーレオ・ルリこと久我瑠璃がグループ代表として選出[29]。週刊SPA!（同年8月9日号）にてグラビアが掲載される[29]。
- 8月5日 TOKYO IDOL FESTIVAL（TIF）に２年連続の出場。「TIFアイドル総選挙2022」にも参戦。
- 8月9日 1stアルバム「Wings of Artemis」をリリース[30]。オリコンランキング・デイリーアルバムチャート1位を獲得。[31]
- 8月23日 フェニックス・リサが9月28日のライブをもって卒業することを発表[32][33]
- 9月22日 クロノス・ユーホとオーバーレオ・ルリが11月5日の卒業公演をもって卒業することを発表[34]
- 9月28日 フェニックス・リサが白銀高輪SERENEでのライブをもって卒業。
- 9月30日 綺星★フィオレナードに移籍していた矢羽根かこ（メドゥーサ・カコ）の復帰を発表。[35]当初、11月5日からのライブ参加が予定されていたが、怪我（転倒による尾骶骨骨折）により合流が延期された。[36]
- 11月5日 渋谷Veatsで開催された主催ライブで、クロノス・ユーホとオーバーレオ・ルリが卒業。

### 2023年
- 1月5日 延期されていたメドゥーサ・カコのメンバー復帰（先述）に関して、取りやめを発表した。[37]。
- 1月28日 秋葉原P.A.R.M.Sで開催されたアクエリアス・イオリ生誕祭をもって、ヘルメス・ミズキが卒業。[38]
- 3月5日 「ワンマンライブepisode1『Ship of Theseus』」を新宿Key Studioで開催。新曲（『SURVIVaL DaNCE』『星ノ唄』）および新衣装をお披露目。また、同日同会場で、姉妹グループ「アポロンの翼」のお披露目ライブも行われた。[39]
- 4月16日 CCO（大阪村造船所跡）で開催された大阪造船所アイドルフェスに出演。[40]
- 4月23日 海の森水上競技場で開催されたクロフェス2023に出演。[41]
- 4月28日 定期公演「ワルプルギスの夜 vol.1」を初台DOORSで開催。[42]
- 5月28日 定期公演「ワルプルギスの夜 vol.2」を渋谷Milkywayで開催。新曲「恋ショ!!!!!!」を初披露。[43]
- 6月17日 Aichi Sky Expoで開催されたRAD JAMに出演。[44]
- 6月25日 定期公演「ワルプルギスの夜 vol.3」(ワルプルギスの夏×TIF2023決起集会）を渋谷GRITで開催。[45]
- 7月2日 海浜幕張公園Gブロックで開催されたNATUSZOME2023に出演。[46]
- 7月13〜16日 フランス・パリで開催されたJapan Expo Paris 2023に出演。[47]
- 7月21〜21日 桃配運動公園で開催されたSEKIGAHARA IDOL WARS 〜関ケ原唄姫合戦〜に出演[48][49]
- 8月4日 ギリシャで撮影したミュージックビデオ「星ノ唄」をYouTubeにて公開。[50]
- 8月4・6日 TOKYO IDOL FESTIVAL（TIF2023）に３年連続の出演。前年に続きTIFアイドル総選挙2023にも出馬した。[51][52]
- 8月13日 SHIBUYA DIVEにてアテナ・シオリ生誕祭を開催。[53]
- 8月26日 ギリシャで撮影したミュージックビデオ「恋ショ!!!!!! 」をYouTubeにて公開。[54]
- 9月3日 Kanako Birthday LIVE（カナコ・ケンタウロス生誕祭）を新宿ALTA Key Studioで開催。[55]
- 9月5日 1st mini Album『Road to Greece』をリリース。オリコンデイリーランキング３位。[56]
- 9月8日 フランス遠征時の映像を中心に編集したミュージックビデオ「A Beautiful World」をYouTubeにて公開。[57]
- 9月9日 稀亜羅姫生誕祭（カシオペア・キアラ生誕祭）を神田明神文化交流館 EDOCCO STUDIOで開催。[58]
- 9月17日  246LIVEHOUSE  GABUで開催された大阪単独公演をもって、オリオン・ハヅキが卒業[59]。
- 10月8日  3周年記念ライブ「アルテミスの翼 3rd Anniversary 360°」をClub eXで開催。[60]
- 11月13日　アクエリアス・イオリが12月3日のライブをもって卒業することを発表。持病によりグループ活動が困難なため。[61]
- 12月3日　「アクエリアス・イオリ卒業ライブ」を新宿ALTA Key Studioで開催。[62]
- 12月5〜7日　公式Xにて、3日間にわたり新メンバーを1人ずつ公開。ユニコーン・リョーカ、トライアングル・オト、ドルフィン・カレンの加入を発表した。また、カナコ・ケンタウロスのリーダー就任も併せて発表された。[63]
- 12月19日　新体制お披露目ライブ「Brand New Wings」をSHIBUYA VIDENTで開催。

### 2024年
- 1月17日　新体制お披露目 東名阪ツアー「Brand New Wings Tour」東京公演をSHIBUYA VIDENTで開催。
- 2月2日　新体制お披露目 東名阪ツアー「Brand New Wings Tour」名古屋公演を伏見ライオンシアターで開催[64]。
- 3月24日　新体制お披露目 東名阪ツアー「Brand New Wings Tour」大阪公演をアメリカ村DROPで開催[65]。
- 4月27日　新体制お披露目 東名阪ツアーのツアーファイナル「Wings to future」を渋谷WWWXで開催[66][67]。
- 5月4〜5日　JAPAN CENTRAL IDOL FESTIVAL 2024に出演[68][69]。
- 5月12日　ドルフィン・カレン生誕祭を渋谷VIDENTで開催[70]。
- 6月1〜2日　海の森水上競技場で開催されたクロフェス2024に出演[71]。
- 6月15日　Aichi Sky Expoで開催されたRAD JAM-JAPAN EXPO-に出演[72]。
- 6月29〜30日　初の台湾遠征。MAGIC IDOL FEST 2024 SUMMERに出演した[73][74]。
- 7月6〜7日　幕張海浜公園Gブロックで開催された超NATSUZOME2024に出演[75]。メインステージ争奪戦にも参戦し4位となった[76]。
- 7月12日　トライアングル・オト生誕祭を渋谷ONE5で開催[77]。
- 7月14〜15日　川崎・東扇島東公園で開催されたSPARK 2024 in KAWASAKIに出演[78][79]。
- 7月19〜20日　桃配運動公園で開催されたSEKIGAHARA IDOL WARS 〜関ケ原唄姫合戦〜に出演[80]。
- 7月22日　初の女性限定ライブを渋谷ONE5で開催[81]。
- 8月10日　お台場R地区で開催されたIDOL SUMMER JUNGLEに出演[82]。
- 8月11〜12日　竜王町総合運動公園で開催されたドラゴンクイーンズフェスティバル ～竜王アイドル夏祭り2024に出演[83]。
- 8月17日　アテナ・シオリ生誕祭をとしま区民センター多目的ホールで開催[84]。
- 8月18日　ZOZOマリンスタジアム外周で開催されたSUMMER SONIC 2024に出演[85]。
- 8月24日　11月にリリース予定のシングルのリリースイベントがスタートした。第一回は横浜ビブレ niigo広場。当初、CDのタイトル曲は「星屑アクション／Q:cute?」とされていた[86]。
- 8月31日　カナコ・ケンタウロス生誕祭を原宿GE Theaterで開催[87]。
- 9月7日　ユニコーン・リョーカ生誕祭を渋谷ONE5で開催[88]。
- 9月16日　カシオペア・キアラ生誕祭を浅草VAMPKINで開催[89]。
- 9月21日　滋賀県草津市で開催された『イナズマロック フェス2024』に出演[90]。
- 10月1日　カナコ・ケンタウロスの年内での卒業を発表[91]。
- 10月5日　４周年ワンマンライブ「Wings of Artemis Anniversary 4th ONEMAN LIVE」を神田スクエアホールで開催。
- 10月21日　ペルセウス・ツカサ生誕祭をSHIBUYA ONE5で開催[92]。
- 11月9日　「カナコ・ケンタウロス卒業記念ツアー〜かなこのいきたいとこ〜in大阪」をPLUSWIN HALL OSAKAで開催[93]。
- 11月12日　 ニューシングル『ちゅき...ちゅ！』をリリース[94]。オリコンデイリーランキング１位となる[95]。
- 11月17日　「カナコ・ケンタウロス卒業記念ツアー～かなこのいきたいとこ～in福岡」を福岡ポケットで開催。
- 11月24日　「カナコ・ケンタウロス卒業記念ツアー〜かなこのいきたいとこ〜in東京」を浅草Vampkinで開催[96]。
- 12月20日　ニューシングル『ちゅき...ちゅ！』のリリースイベントファイナルを開催。
- 12月28日　カナコ・ケンタウロス卒業ライブ『サヨナラ僕の愛した世界』を池袋Studio Mixa[97]で開催[98]。

### 2025年
- 3月2日　ライブラ・ヒナの加入を発表[99]。INSPIREと兼任。
- 3月8日　IDORISE!! FESTIVAL 2025でライブラ・ヒナがプレデビューした[100]。
- 3月27日　コイヌ・ユイ、アフロディーテ・サクラの加入を発表[101]。
- 4月13日　白金高輪SELENE b2で開催された『miniTIF vol.106』で9人体制がプレデビュー[102]。コイヌ・ユイ、アフロディーテ・サクラにとって、初ステージとなった。
- 4月27日　大阪・関西万博会場内で開催された「Japan Expo Paris in Osaka 2025』に出演[103]。
- 5月3・4日　愛知県内海海岸で開催された「JAPAN CENTRAL IDOL FESTIVAL 2025」に出演した[104]。
- 5月6日　新メンバー正式デビューLIVE『Evolving Wings』をTOKYO FMホールで開催[105]。
- 5月11日　ドルフィン・カレン生誕祭を渋谷VIDENTで開催[106]。
- 5月17日　タワーレコード渋谷店B1F CUT UP STUDIOでニューシングル『わがまま☆契約書』のリリースイベントがスタート[107]。同曲のMVをYouTubeで公開した[108]。
- 7月19・20日　SEKIGAHARA IDOL WARS 〜関ケ原唄姫合戦〜に出演[109]。
- 8月3日　TOKYO IDOL FESTIVALに2年ぶりの出演[110]。
- 8月9・10日　お台場R地区で開催された『IDOL SUMMER JUNGLE』に出演[111][112]。
- 8月12日　ニューシングル『わがまま☆契約書 / はにはにとらっぷ!』を発売。オリコンデイリー1位を獲得した[113][114]。
- 8月17日　「SUMMER SONIC 2025」に出演[115][116]。
- 8月23日　トライアングル・オト生誕祭を渋谷CHELSEA HOTELで開催予定[117]。
- 8月24日　アテナ・シオリ生誕祭を浅草VAMPKINで開催予定[118]。
- 9月12日　ユニコーン・リョーカ生誕祭をGOTANDA G7で開催予定[119]。
- 10月13日　「Wings of Artemis 5th Anniversary ONEMAN LIVE」を品川ステラボールで開催予定[120]。

## メンバー
| 名前                   | 誕生日   | 出身地   | カラー               | 活動期間     | 備考 |
| ---------------------- | -------- | -------- | -------------------- | ------------ | --- |
| アテナ・シオリ         | 8月18日  | 千葉県   | レッド               | 2020/10/1～  | 初期メンバー。アルツバのセンターで顔面国宝。 兄はaxxxisの一ノ瀬 瑞希                                                           |
| ペルセウス・ツカサ     | 10月29日 | 埼玉県   | ゴールド             | 2022/03/26～ | 元BANZAI JAPAN。ダイナミックなダンスが魅力。 好きなアニメはおジャ魔女どれみで、推しはおんぷちゃん。                            |
| カシオペア・キアラ     | 9月16日  | 愛知県   | イケナイ・オレンジ   | 2022/03/26～ | 元delaの1期生。元momograci。ダンスの振り付けを覚えるのが早い。 ファンの通称は「きあらぶ」                                      |
| ユニコーン・リョーカ   | 9月5日   | 茨城県   | ピンク               | 2023/12/19～ | 特技はレス。趣味はアイドルのライブ映像を見ること。元TRYZERO、元Re:verie（桃瀬椋香名義）                                        |
| トライアングル・オト   | 7月9日   | 東京都   | パープル             | 2023/12/19～ | メンバー最年少。特技は初対面の人とすぐ仲良くできること。 趣味はたまごっち。                                                    |
| ドルフィン・カレン     | 5月9日   | 神奈川県 | ブルー               | 2023/12/19～ | 特技はみかんの大食い。趣味は美術館巡り。元アイドルING!!!（鈴木楓恋名義、注意: 同姓同名の女優・鈴木楓恋【2003年生まれ】は別人） |
| ライブラ・ヒナ         | 9月27日  |          | ミントグリーン       | 2025/3/8〜   | 元SKE48支配人・湯浅洋が手がけるアイドルグループINSPIREと兼任。                                                                 |
| コイヌ・ユイ           | 5月20日  | 神奈川県 | ピュアホワイトピュア | 2025/4/13 〜 | アシスタントプロデューサーを兼任。元アイドルカレッジ、元ピュアリーモンスター（中島優衣名義）。                                 |
| アフロディーテ・サクラ | 2月21日  | 大阪府   | ライトブルーブラック | 2025/4/13〜  | 元ラストアイドル2期生、元幻想喫茶店（宇多川桜夢名義）。                                                                        |

### 元メンバー
| 名前                   | ニックネーム        | 誕生日                 | 出身地 | カラー                                        | 活動期間                                    | 備考 |
| ---------------------- | ------------------- | ---------------------- | ------ | --------------------------------------------- | ------------------------------------------- | --- |
| ナナミ・キューピッド   | ななみん            | 12月27日               | 埼玉県 | オレンジイエローサブマリン                    | 2020/10/1～2021/1/4                         | ダンス番長。 アルツバ卒業後PHiZZで活動。現Wenus 日色七海                                                        |
| アヤカ・ケルベロス     | アヤカ              | 10月2日                | 東京都 | ディープパープルレイン                        | 2020/10/1～2021/1/4                         | 現在活動休止中(tiktokやinstagramは活動) 18か国の海外経験があり語学堪能                                          |
| メドゥーサ・カコ       | かこ姉 かこちゃん   | 1995年4月14日（30歳）  | 福井県 | ノマーズブルー                                | 2020/10/1～2021/3/1                         | 元elsy 渋谷佳子 綺星★フィオレナードの契約期間満了後復帰 元ハンドボール女子ユース日本代表GK                      |
| セイレーン・コトリ     | ぴいスケ ぴーちゃん | 3月24日                | 東京都 | ピンクサファイア                              | 2020/10/1～2021/5/15                        | #ペンタプリズム（2022年4月終了）へ移籍 犬飼ことり 現純情のアフィリア 楠本コトリ 妹は真っ白なキャンバス 橋本美桜 |
| アンドロメダ・ヒナ     | ひなぴょん          | 5月30日                | 東京都 | ディープパープルレイン                        | 2021/3/3～2021/4/24                         | 元「実は、シンチレーション」夢乃まり 現faily☆elements 百合園ひな                                                |
| イーグル・カホ         |                     | 9月17日                | 千葉県 | レンジオレンジ                                | 2021/4/10～2021/4/13                        | 現KRD8 穂花花帆                                                                                                 |
| スーパーゼウス・カレン | れんれん            | 1997年9月29日（27歳）  | 東京都 | ブラックピンクパンダ                          | 2021/4/10～2021/11/21                       | 元綺星★フィオレナード小泉花恋。 詳細は小泉花恋を参照                                                            |
| フェニックス・リサ     | りぃちゅ            | 10月8日                | 滋賀県 | レイニーブルー                                | 2021/4/10～2022/9/28                        | 元KRD8 桃華りさ 元 Blave Mental Orchestra                                                                       |
| ヴィーナス・アイリ     | あーりん            | 2001年2月9日           | 大阪府 | オーケストライエロー                          | 2021/5/15～2021/10/9                        | 元BenjaminJasmine 高松愛莉 元アフィシャナドゥ                                                                   |
| クロノス・ユーホ       |                     | 1996年1月4日（29歳）   | 東京都 | ハルカ・グリーン ガンズ・アンド・ローズ       | 2021/10/10～2022/11/5                       | 元綺星★フィオレナード 前田優歩                                                                                  |
| オーバーレオ・ルリ     |                     | 1997年4月10日（28歳）  | 熊本県 | イエロー・マジック・タイガー フロイド・ピンク | 2021/10/10～2022/11/5                       | 元EVERYDAYS 久我瑠璃 日テレジェニック2014に市川咲として選出された経歴を持つ                                     |
| ヘルメス・ミズキ       | みーたん            | 11月5日                | 岐阜県 | キセキグリーン                                | 2020/10/1～2021/10/9 2022/03/26～2023/01/28 | 初期メンバーにして元キャプテン アフィシャナドゥに移籍するも再加入                                               |
| オリオン・ハヅキ       | はづはづ            | 1997年11月23日（27歳） | 大阪府 | ヘイズパープル                                | 2021/4/24～2023/09/17                       | 元KRD8 渡辺葉月 ユメノカケラ、サクヤコノハナでも活動                                                            |
| アクエリアス・イオリ   |                     | 1月25日                | 鳥取県 | クリアー・ポカリ                              | 2022/03/26～2023/12/03                      | 元藍色アステリズム 西谷依織 元26時のマスカレイド 篠原美琴                                                       |
| カナコ・ケンタウロス   |                     | 1997年8月29日（27歳）  | 北海道 | ホワイト                                      | 2020/10/1～2025/12/28                       | 初期メンバー。2023年12月にリーダー就任。 サロンモデルの仕事も行っている。身長168cm。                            |

## 出演

### テレビ番組
- 関内デビル（2021年1月、tvk 毎週月～金 23:30～24:00） ウィークリーゲスト
- 13分のステージ（2021年4月22日、tvk 毎週金曜0:15～0:30）
- MIRAI系アイドルTV（2021年4月‐、TOKYO MX 毎週金曜2:05～2:34）
- バズリズム02（2023年9月8日 日本テレビ 25:09〜）[136]

### ラジオ番組
- 「アルテミスの翼のアイドル１年生」（2021年1月4日‐2021年3月29日、InterFM897 毎週月曜 22:30～23:00）
- 「アルテミスの翼のアルツバ放送局」（2021年4月5日‐2023年5月29日、InterFM897 毎週月曜 22:30～23:00）
- 「アルテミスの翼のアルツバ放送局 season2」（2024年1月1日‐5月、InterFM897 毎週月曜 22:30～23:00）
- 「アルテミスの翼のアルツバ放送局 season3」（2024年11月‐2025年2月、InterFM897 毎週月曜 22:30～23:00）
- 「アルテミスの翼のアルツバ放送局 season4」（2025年4月28日‐、InterFM897 毎週月曜 22:30～23:00）
- 「アイドル3」（2024年6月 - 、東海ラジオ　毎週金曜25:15頃～）

### ウェブテレビ
- 矢口真里の火曜The NIGHT（2021年1月13日、6月23日、ABEMA）
- ABEMA BOATRACE CAMPUS クロちゃんとクルーちゃん（2022年4月1日 - 2023年3月31日、ABEMA） - カナコ・ケンタウロスのみボートレースガールズとして出演
- ABEMA BOATRACE COLORS『クロクルパレット』（2024年4月5日 - 、ABEMA）- カナコ・ケンタウロスのみ

## 作品

### アルバム
- 順位は、ORICON NEWSより

| #   | タイトル         | 発売日       | 収録曲 | 順位 | 備考 |
| --- | ---------------- | ------------ | --- | ---- | ---- |
| 1st | Wings of Artemis | 2022年8月9日 | 1. Theme of Artemis 2. 最終ゼンヤ 3. MONSTERビーツ 4. ジャンヌ・ダルク 5. 天使爛漫 6. Lock On!!! 7. Change the world 8. サイノーカイカー! 9. ライラック宣言 10. Bring it on! 11. DANGER SIGN 12. PROUD of | 14位 |      |

### ミニアルバム
| #   | タイトル       | 発売日       | 収録曲                                                                                | 順位 | 備考 |
| --- | -------------- | ------------ | ------------------------------------------------------------------------------------- | ---- | ---- |
| 1st | Road to Greece | 2023年9月5日 | 1. 星ノ唄 2. 恋ショ!!!!!! 3. A Beautiful World 4. ♣♦メタモ❤♠ 5. SURVIVaL DaNCE 6. CRY | N/A  |      |

### CDシングル
| #   | タイトル   | 発売日        | 収録曲                                                                  | 順位 | 備考                              |
| --- | ---------- | ------------- | ----------------------------------------------------------------------- | ---- | --------------------------------- |
| 1st | 最終ゼンヤ | 2021年1月5日  | 1. 最終ゼンヤ 2. MONSTERビーツ 3. 天使爛漫 4. ジャンヌ・ダルク          | 15位 | 3月6日からJOYSOUNDでこの4曲が配信 |
| 2nd | Lock On!!! | 2021年7月13日 | 1. Lock On!!! 2. サイノーカイカー 3. change the world 4. ライラック宣言 | 17位 |                                   |